# جيمس بتلر

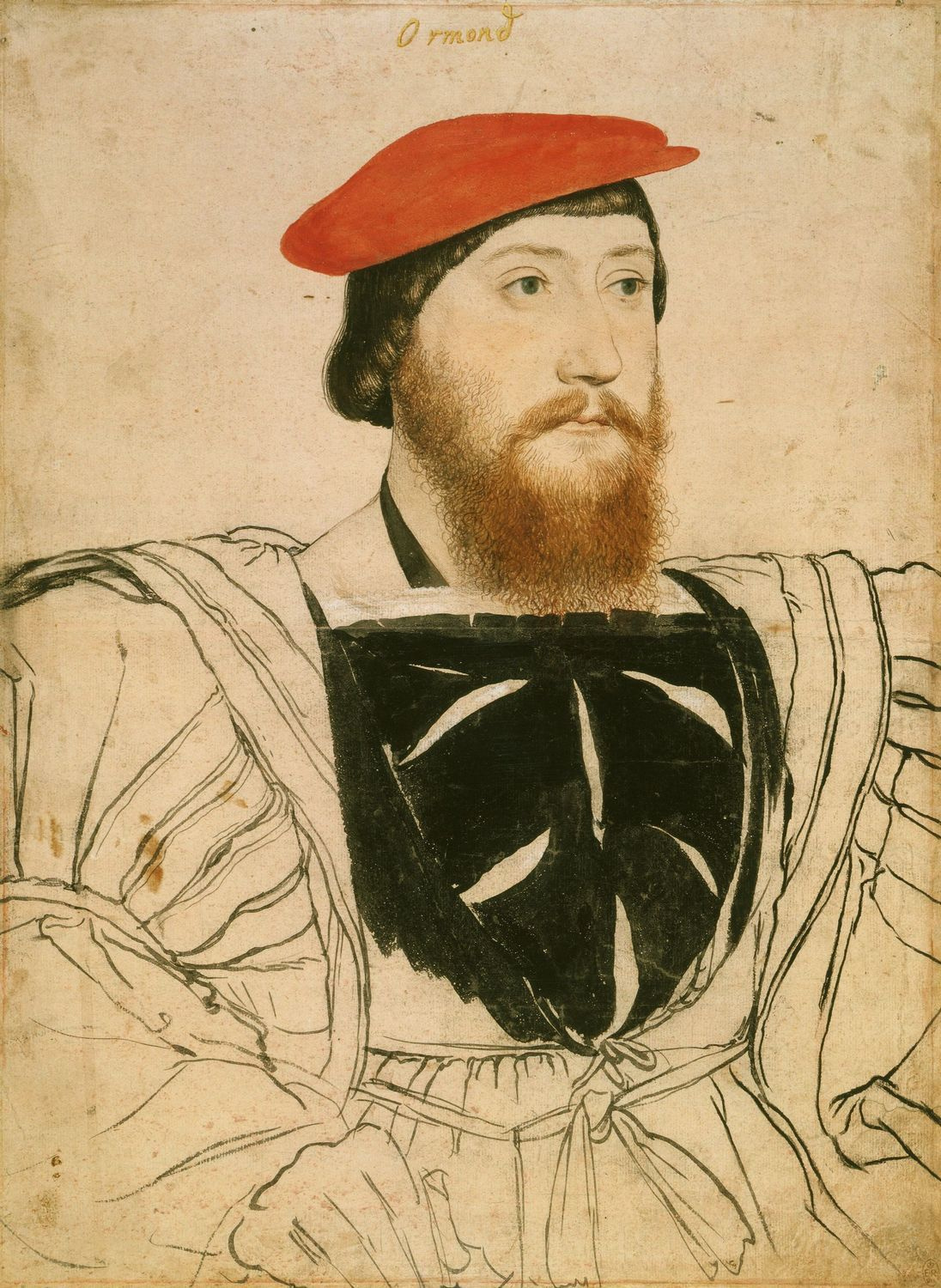
بورتريه من رسم هانس هولباين الصغير، يعتقد أنها للإيرل جيمس بتلر.

 جيمس بتلر  (بالإنجليزية: James Butler, 9th Earl of Ormond)‏ (1496 - 28 أكتوبر 1546)، الإيرل التاسع لأرموند والإيرل الثاني لأوسوري وفيكونت ثورليس. جيمس بتلر هو ابن بيرس بتلر إيرل أرموند الثامن ومارغريت فيتزجيرالد كونتيسة أرموند.
كان من المقرر أن يتزوج في أوائل عام 1522، باقتراح من الملك هنري الثامن ملك إنجلترا من ابن عمه آن بولين، لحل النزاع بين والدها توماس بولين ووالد جيمس بيرس بتلر على وراثة إيرلية أرموند. إلا أن الأمر لم يتم، لأسباب غير معروفة. ثم تزوج في وقت لاحق من جوان فيتزجيرالد كونتيسة أرموند، وأنجبا سبعة أبناء.
وفي 17 أكتوبر 1546، تسمم جيمس أثناء تناوله الطعام في بيت إيلي، في هولبورن، لندن، وسقط معه 16 من خدمه. توفي بعد ذلك في 28 أكتوبر.